# Bruno de Harcourt

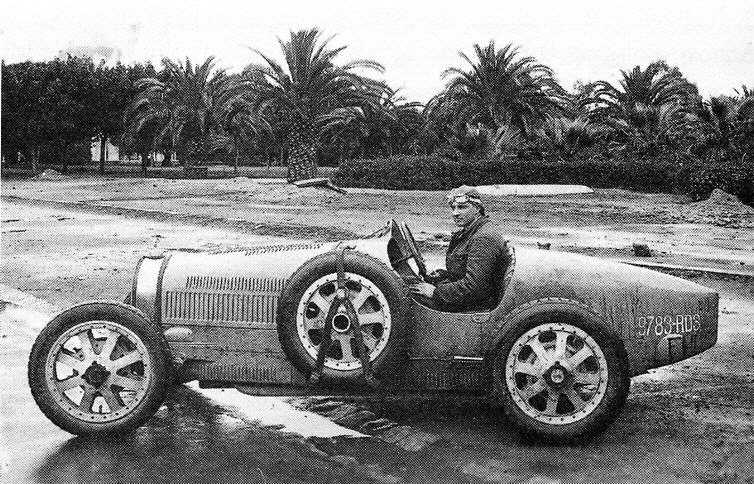
Bruno d'Harcourt en 1930.

Marie Hervé Jean Bruno d'Harcourt, Conde de Harcourt (20 de septiembre de 1899 – 19 de abril de 1930) fue un miembro de la nobleza francesa y corredor de Grand Prix.
El conde Bruno de Harcourt nació en Vevey, Vaud, Suiza, el 20 de septiembre de 1899, siendo hijo del conde Eugenio de Harcourt (1859–1918), compositor francés, y de Armanda de Pierre de Bernis.
El 15 de septiembre de 1923 contrajo matrimonio con la princesa Isabel de Orleans, hija mayor de Juan de Orleans, Duque de Guisa y pretendiente orleanista al trono de Francia, y de su esposa y prima, Isabel de Orleans.
La pareja tuvo cuatro hijos:
- Bernardo, Conde de Harcourt (1925–1958)

- Eigida de Harcourt (n. 1927)

- Isabel de Harcourt (1927–1993)

- Monica de Harcourt (n. 1929)

Bruno de Harcourt falleció a los 30 años de edad en Casablanca, Marruecos debido a las heridas causadas por un accidente sufrido con su Bugatti cuando se estrelló en el Circuito de Anfa durante una práctica antes del Gran Premio de Marruecos de 1930.